# Kogutki (Tatry Zachodnie)

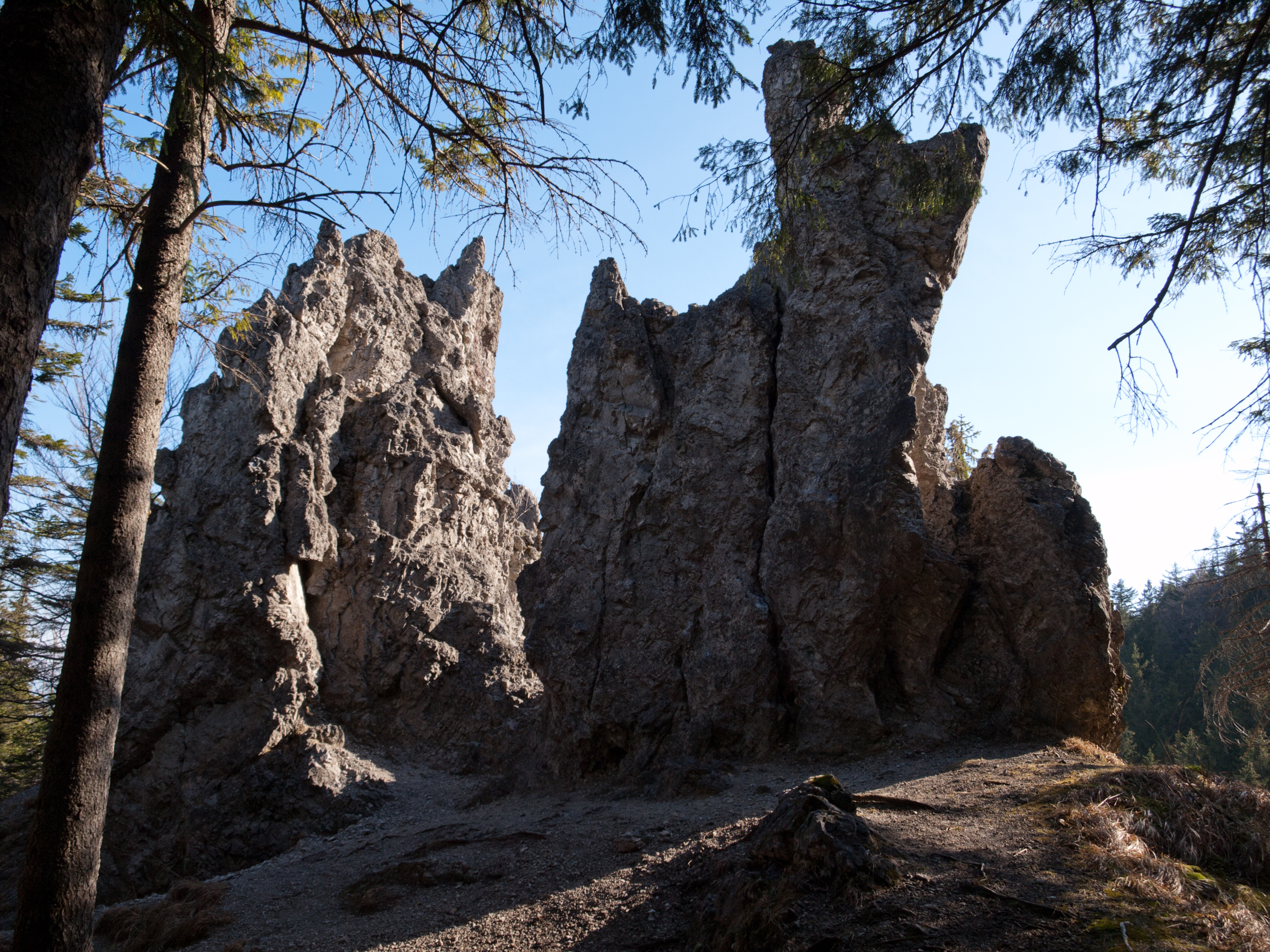
Kogutki – wyższa, północna turniczka po lewej

Kogutki – dwie niewielkie turnie w grzbiecie ograniczającym od wschodu Żleb pod Kogutkami w polskich Tatrach Zachodnich. Nieco wyższa turnia północna wznosi się na wysokość 1009 m n.p.m.
Skałki te są odwiedzane przez wspinaczy skalnych, pomimo zakazu wynikającego z przepisów Tatrzańskiego Parku Narodowego. Ich popularność spowodowana jest łatwą dostępnością i bliskością Zakopanego. Wschodnia ścianka północnej turniczki, opadająca do żlebu, liczy sobie około 20 m wysokości i 20 m szerokości, zachodnia jest o połowę niższa. Południowa skałka jest niższa, jej zachodnia ścianka ma 8 m wysokości, wschodnia natomiast jest mało interesująca wspinaczkowo. Władysław Cywiński odnotowuje w swoim przewodniku (1994) łącznie 18 dróg wspinaczkowych na Kogutkach, o trudnościach od III do VIII w skali tatrzańskiej.